# Microporellus celtis
Microporellus celtis är en svampart som först beskrevs av T.T. Chang & W.N. Chou, och fick sitt nu gällande namn av Decock 2001. Microporellus celtis ingår i släktet Microporellus och familjen Polyporaceae.   Inga underarter finns listade i Catalogue of Life.